# The Night of the Rabbit
The Night of the Rabbit est un jeu vidéo d'aventure en pointer-et-cliquer développé et édité par Daedalic Entertainment, sorti en 2013 sur Windows et Mac.

## Accueil
- Adventure Gamers : 4/5[1]
- Jeuxvideo.com : 13/20[2]